# Уругвай на Чемпіонаті світу з легкої атлетики 2017
Уругвай на Чемпіонаті світу з легкої атлетики 2017, що проходив з 4 по 13 серпня 2017 року в Лондоні (Велика Британія) був представлений 5 спортсменами.

## Результати

### Чоловіки
Трекові і шосейні дисципліни
| Спортсмен       | Дисципліна | Фінал     | Фінал |
| Спортсмен       | Дисципліна | Результат | Місце |
| --------------- | ---------- | --------- | ----- |
| Ніколас Куестас | Марафон    | DNF       | –     |
| Агулерміс Рохас | Марафон    | DNF       | –     |
| Андрес Самора   | Марафон    | 2:16:00   | 20    |

Технічні дисципліни
| Спортсмен     | Дисципліна        | Кваліфікація | Кваліфікація | Фінал     | Фінал |
| Спортсмен     | Дисципліна        | Результат    | Місце        | Результат | Місце |
| ------------- | ----------------- | ------------ | ------------ | --------- | ----- |
| Еміліано Ласа | Стрибки у довжину | 7.96         | 9            | 8.11      | 9     |

### Жінки
Трекові і шосейні дисципліни
| Спортсмен       | Дисципліна        | Забіги    | Забіги | Півфінал         | Півфінал         | Фінал            | Фінал            |
| Спортсмен       | Дисципліна        | Результат | Місце  | Результат        | Місце            | Результат        | Місце            |
| --------------- | ----------------- | --------- | ------ | ---------------- | ---------------- | ---------------- | ---------------- |
| Дебора Родрігес | 400 м з бар'єрами | 57.61 SB  | 35     | Завершила виступ | Завершила виступ | Завершила виступ | Завершила виступ |